# Thumsee (Bad Reichenhall)
Thumsee ist ein Gemeindeteil der Stadt Bad Reichenhall im Landkreis Berchtesgadener Land.
Das Dorf Thumsee liegt am gleichnamigen See auf der Gemarkung Karlstein.

## Geographie
Der Ortsteil liegt im Norden und Nordosten (Straßenname Thumsee) sowie im Südwesten (Straßenname Nesselgraben) des Thumsees. Ortsteil und See liegen wiederum im Südwesten von Bad Reichenhall, eingerahmt vom Gebersberg (mit Kranzlstein) im Süden und dem Heuberg im Norden. Der eigentliche Ortsteil Thumsee (Straßenname Thumsee), also ohne Nesselgraben gliedert sich in einen westlichen und einen östlichen Teil, da zwischen den Hausnummern 5 und 6 die direkte, rund 200 Meter lange Straßenverbindung durch einen Poller unterbrochen ist und der Straßenverkehr im Süden um den Thumsee herum über die Staatsstraße 2101 fließen muss, was die Straßenentfernung auf 2,7 km erhöht.

## Geschichte

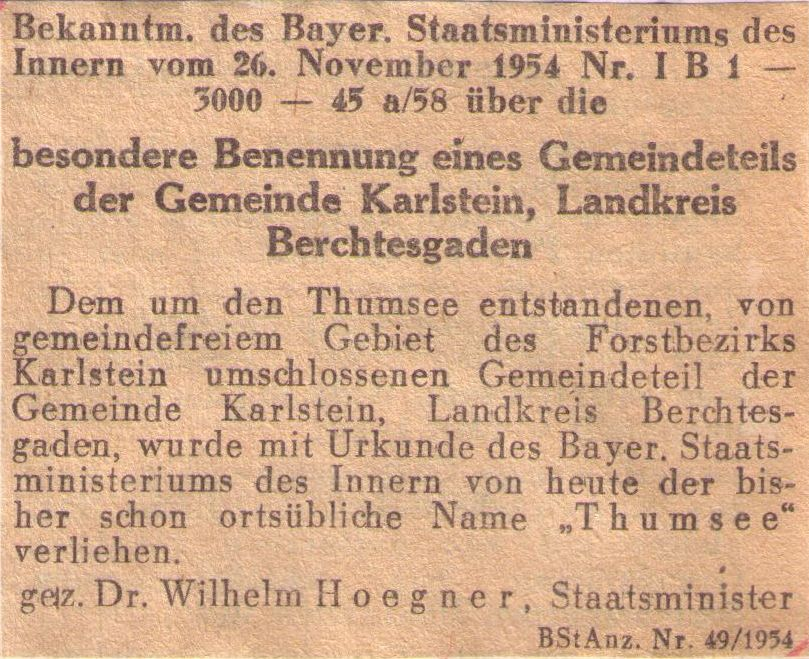
Bekanntmachung über die Erteilung des Ortsnamens Thumsee

Brunnhaus Obernesselgraben, darüber die Hochreserve. An der Stelle des Brunnhauses befindet sich heute der Antonibergtunnel. (Foto um 1870)

Am 26. November 1954 wurde der Gemeindeteil mit der bereits ortsüblichen Bezeichnung Thumsee amtlich benannt. Er bestand damals aus einer vom damaligen gemeindefreien Gebiet Forst Karlstein umgebenen Exklave der Gemeinde Karlstein, die im gleichen Jahr erst der Gemeinde angegliedert wurde. Er taucht damit erstmals im Amtlichen Ortsverzeichnis von 1961 auf, sowie nachfolgend im Ortsverzeichnis von 1970. Im Ortsverzeichnis zur Volkszählung 1987 wird er mit 36 Einwohnern, 12 Gebäuden mit Wohnraum und 18 Wohnungen nachgewiesen.
Früher (1840) wurden die Anwesen des heutigen Ortes Thumsee zum zerstreuten Dorf Karlstein (mit insgesamt 51 Häusern bzw. 34 benannten Einöden) gerechnet. Thumsee als Ortsname ist in der Veröffentlichung von 1840 noch nicht angeführt. Die Einzelanwesen im Bereich des heutigen Thumsee waren, von West nach Ost, Madlbauer (Maadelbauer, auch Mandelbauer, heute Hausnummer 2), Kecht (auch Keck, Hausnummer 4), Banholzer (Bannholzer, Hausnummer 6), Berner (auch Berger, Hausnummer 8) und Seeweber (Hausnummer 9), alle mit 1 H. (ein Haus) verzeichnet. Der westlich des Madlbauer gelegene Seewirt (ehemalige Villa Pachmayr von 1873, Hausnummer 1) existierte damals noch nicht. Die übrigen, bis 14 reichenden Hausnummern der heutigen Straßenbezeichnung Thumsee (also ohne Nesselgraben, der die zweite Straßenbezeichnung innerhalb des Ortsteils Thumsee ist) wurden später errichtet.
Unter den Einöden Karlsteins tauchte auch der Nesselgraben auf, mit dem Eintrag: Nesselgraben, E. bey Schnaizlreut, 2 H. zu Karlstein gehörig.
In einer statistischen Übersicht von 1841 jedoch ist bereits von der Ortschaft Thumsee die Rede.
Bis zum Anfang des 20. Jahrhunderts führte die Soleleitung von Bad Reichenhall nach Traunstein durch den Nesselgraben. Mit den zwei Brunnhäusern in Unter- und Obernesselgraben wurde ein Höhenunterschied von insgesamt 97 Meter überwunden.

## Bauwerke
Neben Wohnhäusern, Pensionen, einem Hotel sowie dem Thumseebad befinden sich am Thumsee mehrere denkmalgeschützten Objekte. Das Gasthaus Seewirt, ein Teil der Soleleitung von Bad Reichenhall nach Traunstein und Rosenheim sowie die Antonibergkapelle. Im Nesselgraben wurde die Standortschießanlage für die Reichenhaller Kaserne errichtet.

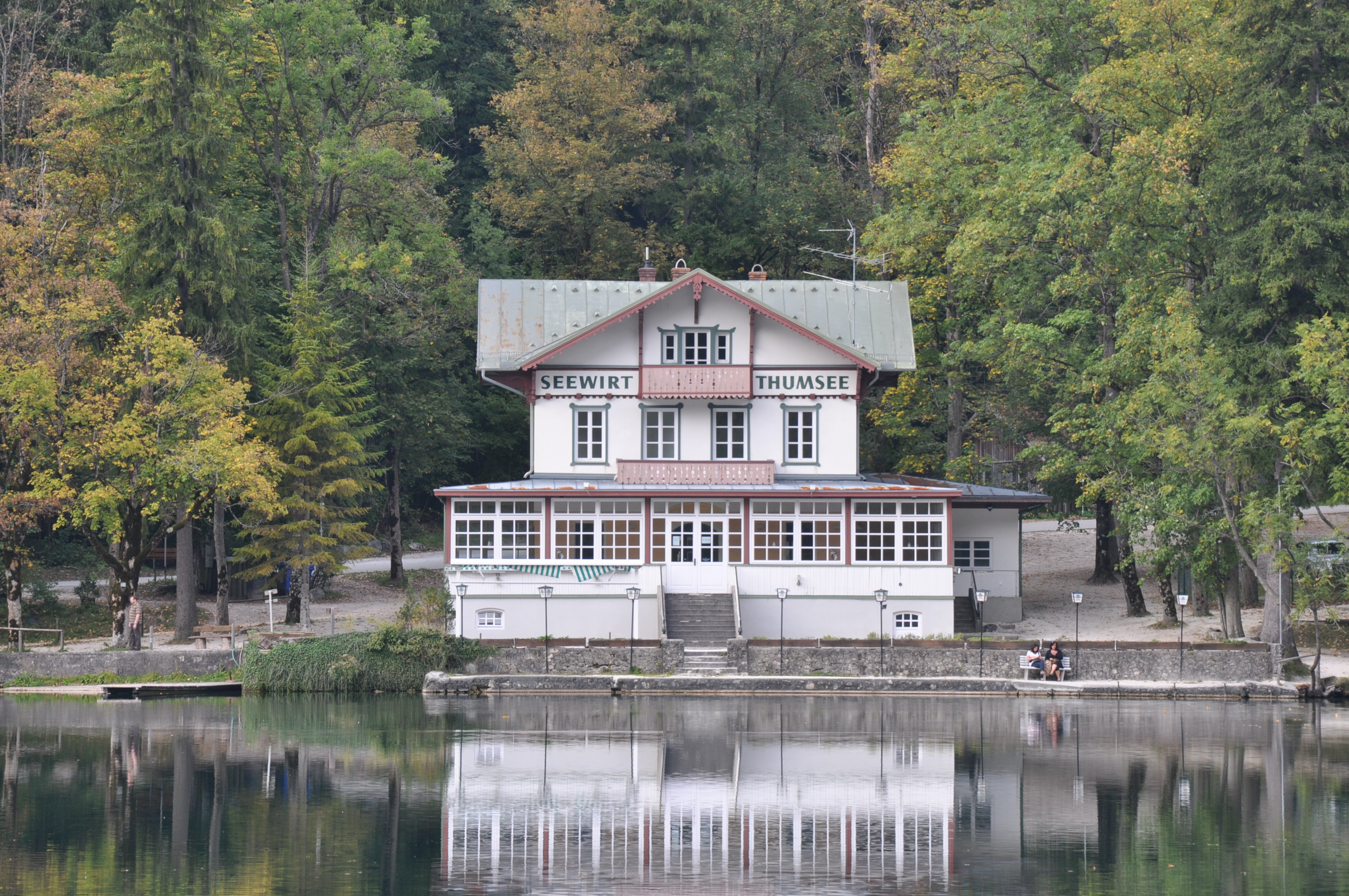
Gasthaus Seewirt (2011)
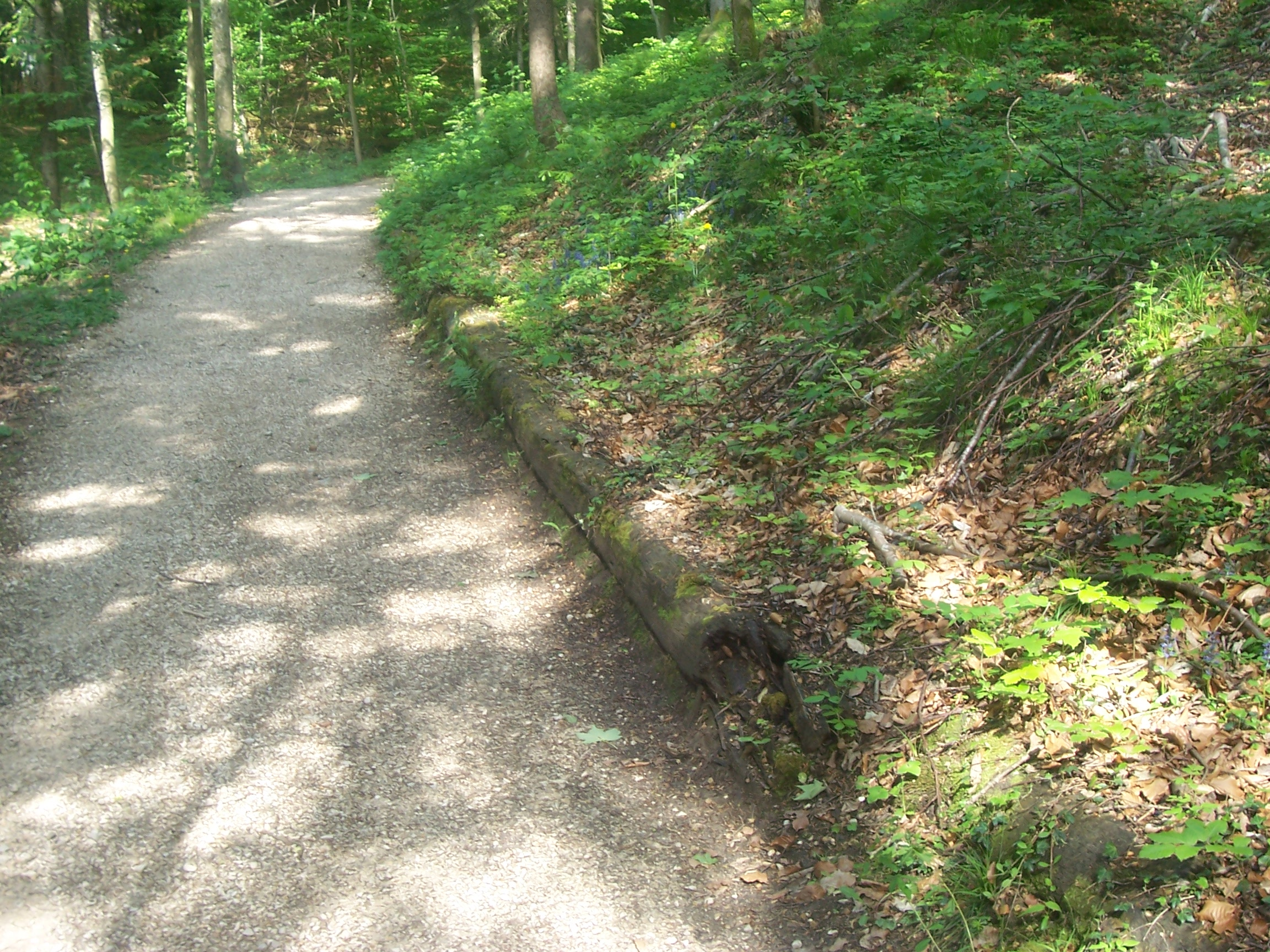
Teil der hölzernen Soleleitung oberhalb des Thumsees
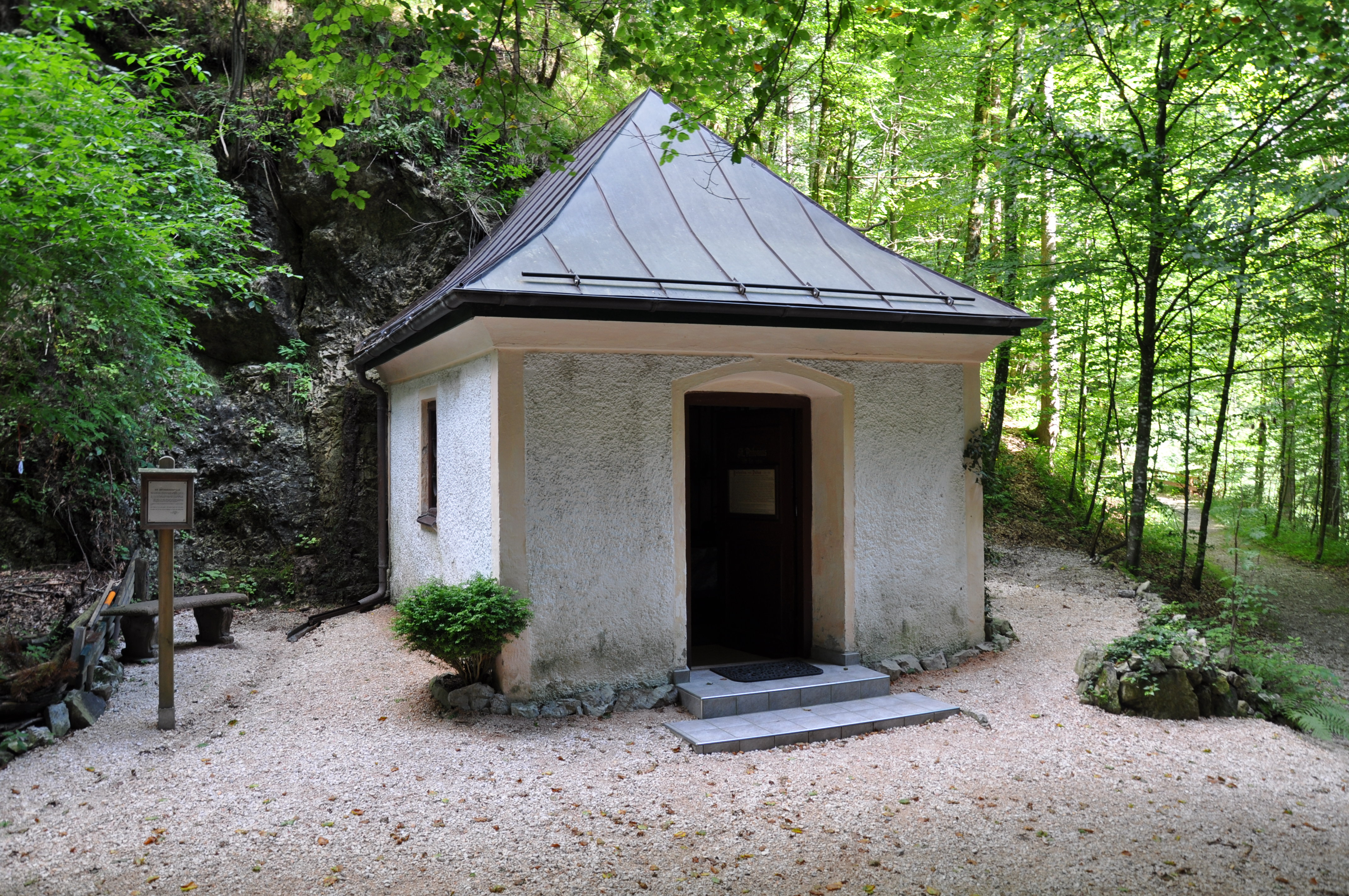
Antonibergkapelle